# آ كروية اللسان
آ كروية اللسان (الاسم العلمي: Aa sphaeroglossa) هو نوع من النباتات يتبع جنس الآ من الفصيلة السحلبية.